# Nakatabrca
Nakatabrca – fidżyjski niepełnosprawny sztangista, uczestnik Letnich Igrzysk Paraolimpijskich 1964.
Był pierwszym reprezentantem tego kraju, który wystartował na igrzyskach paraolimpijskich. Podczas igrzysk w Tokio, startował w kategorii do 75 kilogramów. W dwuboju osiągnął 90 kilogramów, a w końcowej klasyfikacji uplasował się na ostatnim, 5. miejscu.